# Dipartimento di Dabakala
Il dipartimento di Dabakala è un dipartimento della Costa d'Avorio. È situato nella regione di Hambol, distretto di Vallée du Bandama.
Nel censimento del 2014 è stata rilevata una popolazione di 189.254 abitanti.
Il dipartimento è suddiviso nelle sottoprefetture di Bassawa, Boniérédougou, Dabakala, Foumbolo, Niéméné, Satama-Sokoro, Satama-Sokoura, Sokala-Sobara, Tendéné-Bambarasso e Yaossédougou.